# Demi Schuurs
Demi Schuurs (Sittard, Països Baixos, 1 d'agost de 1993) és una tennista neerlandesa.
La temporada 2011 va destacar en el circuit de dobles en categoria júnior, ja que va disputar les quatre finals de Grand Slam, amb dues victòries i dues derrotes, concretament va guanyar l'Open d'Austràlia 2011 i el US Open 2011.

## Palmarès

### Dobles femenins: 37 (21−16)
| 2009 − 2020             | Després de 2021 |
| ----------------------- | --------------- |
| Grand Slam (0−0)        |                 |
| WTA Finals (0−0)        |                 |
| Premier Mandatory (0−0) | WTA 1000 (2−3)  |
| Premier 5 (4−4)         | WTA 1000 (2−3)  |
| Premier (1−3)           | WTA 500 (7−2)   |
| International (7−4)     | WTA 250 (0−0)   |

| Títols per superfície |
| --------------------- |
| Dura (11−7)           |
| Gespa (3−5)           |
| Terra batuda (7−4)    |

| Resultat   | Núm. | Data                   | Torneig                         | Superfície   | Parella             | Oponents                              | Marcador            |
| ---------- | ---- | ---------------------- | ------------------------------- | ------------ | ------------------- | ------------------------------------- | ------------------- |
| Guanyadora | 1.   | 12 d'abril de 2015     | Katowice, Polònia               | Dura (i)     | Ysaline Bonaventure | Gioia Barbieri Karin Knapp            | 7−5, 4−6, [10−6]    |
| Guanyadora | 2.   | 19 de juliol de 2015   | Bucarest, Romania               | Terra batuda | Oksana Kalashnikova | Andreea Mitu Patricia Maria Țig       | 6−2, 6−2            |
| Finalista  | 1.   | 1 d'octubre de 2016    | Taixkent, Uzbekistan            | Dura         | Renata Voráčová     | Raluca Olaru İpek Soylu               | 5−7, 3−6            |
| Finalista  | 2.   | 7 de gener de 2017     | Auckland, Nova Zelanda          | Dura         | Renata Voráčová     | Kiki Bertens Johanna Larsson          | 2−6, 2−6            |
| Finalista  | 3.   | 17 de juny de 2017     | 's-Hertogenbosch, Països Baixos | Gespa        | Kiki Bertens        | Dominika Cibulková Kirsten Flipkens   | 6−4, 4−6, [6−10]    |
| Finalista  | 4.   | 23 de juliol de 2017   | Bucarest                        | Terra batuda | Elise Mertens       | Irina Camelia Begu Raluca Olaru       | 3−6, 3−6            |
| Guanyadora | 3.   | 23 de setembre de 2017 | Canton, Xina                    | Dura         | Elise Mertens       | Monique Adamczak Storm Sanders        | 6−2, 6−3            |
| Guanyadora | 4.   | 6 de gener de 2018     | Brisbane, Austràlia             | Dura         | Kiki Bertens        | Andreja Klepač M.J. Martínez Sánchez  | 7−5, 6−2            |
| Guanyadora | 5.   | 13 de gener de 2018    | Auckland                        | Dura         | Elise Mertens       | Liudmila Kitxenok Makoto Ninomiya     | 6−2, 6−2            |
| Guanyadora | 6.   | 20 de maig de 2018     | Roma, Itàlia                    | Terra batuda | Ashleigh Barty      | Andrea S. Hlaváčková Barbora Strýcová | 6−3, 6−4            |
| Guanyadora | 7.   | 26 de maig de 2018     | Nuremberg, Alemanya             | Terra batuda | Katarina Srebotnik  | Kirsten Flipkens Johanna Larsson      | 3−6, 6−3, [10−7]    |
| Guanyadora | 8.   | 16 de juny de 2018     | 's-Hertogenbosch                | Gespa        | Elise Mertens       | Kiki Bertens Kirsten Flipkens         | 3−3, retirada       |
| Finalista  | 5.   | 24 de juny de 2018     | Birmingham, Regne Unit          | Gespa        | Elise Mertens       | Tímea Babos Kristina Mladenovic       | 6−4, 3−6, [8−10]    |
| Guanyadora | 9.   | 12 d'agost de 2018     | Mont-real, Canadà               | Dura         | Ashleigh Barty      | Latisha Chan Iekaterina Makàrova      | 4−6, 6−3, [10−8]    |
| Finalista  | 6.   | 18 d'agost de 2018     | Cincinnati, Estats Units        | Dura         | Elise Mertens       | Lucie Hradecká Iekaterina Makàrova    | 2−6, 5−7            |
| Guanyadora | 10.  | 29 de setembre de 2018 | Wuhan, Xina                     | Dura         | Elise Mertens       | Andrea S. Hlaváčková Barbora Strýcová | 6−3, 6−3            |
| Finalista  | 7.   | 16 de febrer de 2019   | Doha, Qatar                     | Dura         | Anna-Lena Grönefeld | Chan Hao-ching Latisha Chan           | 1−6, 6−3, [6−10]    |
| Finalista  | 8.   | 19 de maig de 2019     | Roma                            | Terra batuda | Anna-Lena Grönefeld | Viktória Azàrenka Ashleigh Barty      | 6−4, 0−6, [3−10]    |
| Finalista  | 9.   | 23 de juny de 2019     | Birmingham (2)                  | Gespa        | Anna-Lena Grönefeld | Hsieh Su-wei Barbora Strýcová         | 4−6, 7−6(4), [8−10] |
| Finalista  | 10.  | 11 d'agost de 2019     | Toronto                         | Dura         | Anna-Lena Grönefeld | Barbora Krejčíková Kateřina Siniaková | 5−7, 0−6            |
| Finalista  | 11.  | 18 d'agost de 2019     | Cincinnati (2)                  | Dura         | Anna-Lena Grönefeld | Lucie Hradecká Andreja Klepač         | 4−6, 1−6            |
| Guanyadora | 11.  | 29 d'agost de 2020     | Cincinnati                      | Dura         | Květa Peschke       | Nicole Melichar Xu Yifan              | 6−1, 4−6, [10−4]    |
| Guanyadora | 12.  | 26 de setembre de 2020 | Estrasburg, França              | Terra batuda | Nicole Melichar     | Hayley Carter Luisa Stefani           | 6−4, 6−3            |
| Guanyadora | 13.  | 5 de març de 2021      | Doha                            | Dura         | Nicole Melichar     | Monica Niculescu Jeļena Ostapenko     | 6−2, 2−6, [10−8]    |
| Guanyadora | 14.  | 11 d'abril de 2021     | Charleston, Estats Units        | Dura         | Nicole Melichar     | Marie Bouzková Lucie Hradecká         | 6−2, 6−4            |
| Finalista  | 12.  | 8 de maig de 2021      | Madrid, Espanya                 | Terra batuda | Gabriela Dabrowski  | Barbora Krejčíková Kateřina Siniaková | 4−6, 3−6            |
| Finalista  | 13.  | 20 de juny de 2021     | Berlín, Alemanya                | Gespa        | Nicole Melichar     | Arina Sabalenka Viktória Azàrenka     | 6−4, 5−7, [4−10]    |
| Finalista  | 14.  | 26 de juny de 2021     | Eastbourne, Regne Unit          | Gespa        | Nicole Melichar     | Shuko Aoyama Ena Shibahara            | 1−6, 4−6            |
| Guanyadora | 15.  | 24 d'abril de 2022     | Stuttgart, Alemanya             | Terra batuda | Desirae Krawczyk    | Coco Gauff Zhang Shuai                | 6−3, 6−4            |
| Finalista  | 15.  | 7 de maig de 2022      | Madrid (2)                      | Terra batuda | Desirae Krawczyk    | Gabriela Dabrowski Giuliana Olmos     | 6−7(1), 7−5, [7−10] |
| Guanyadora | 16.  | 23 d'abril de 2023     | Stuttgart (2)                   | Terra batuda | Desirae Krawczyk    | N. Melichar-Martinez Giuliana Olmos   | 6−4, 6−1            |
| Guanyadora | 17.  | 1 de juliol de 2023    | Eastbourne                      | Gespa        | Desirae Krawczyk    | N. Melichar-Martinez Ellen Perez      | 6−2, 6−4            |
| Finalista  | 16.  | 13 d'agost de 2023     | Mont-real (2)                   | Dura         | Desirae Krawczyk    | Shuko Aoyama Ena Shibahara            | 4−6, 6−4, [11−13]   |
| Guanyadora | 18.  | 17 de febrer de 2024   | Doha (2)                        | Dura         | Luisa Stefani       | Caroline Dolehide Desirae Krawczyk    | 6−4, 6−2            |
| Guanyadora | 19.  | 20 d'octubre de 2024   | Ningbo, Xina                    | Dura         | Yuan Yue            | N. Melichar-Martinez Ellen Perez      | 6−3, 6−3            |
| Guanyador  | 20.  | 16 de març 2025        | Indian Wells, Estats Units      | Dura         | Asia Muhammad       | Tereza Mihalíková Olivia Nicholls     | 6−2, 7−6(4)         |
| Guanyadora | 21.  | 15 de juny de 2025     | Londres, Regne Unit             | Gespa        | Asia Muhammad       | Anna Danilina Diana Shnaider          | 7−5, 6−7(3), [10−4] |

## Trajectòria

### Dobles femenins
| Open d'Austràlia | A  | 1R | 1R          | 1R          | 1R          | 2R          | SF | A  | QF | QF | 0 / 8    | 11 – 8   |
| Roland Garros | A  | A  | 1R          | 1R          | 2R          | 3R          | 3R | 2R | 3R |    | 0 / 7    | 8 – 7    |
| Wimbledon | A  | 1R | 3R          | 3R          | QF          | NC          | 1R | 2R | 2R |    | 0 / 7    | 9 – 7    |
| US Open | 1R | A  | 2R          | QF          | 2R          | QF          | 1R | QF | 2R |    | 0 / 8    | 11 – 8   |
| Jocs Olímpics | NC | A  | No celebrat | No celebrat | No celebrat | No celebrat | 2R | NC | NC |    | 0 / 1    | 1 – 1    |
| WTA Finals | A  | A  | A           | QF          | SF          | NC          | SF | SF | RR |    | 0 / 5    | 6 – 10   |
| Rànquing a final d'any | 72 | 71 | 45          | 8           | 14          | 12          | 11 | 17 |    |    | 177 – 93 | 177 – 93 |
| Llegenda: G: Guanyadora; F: Finalista; SF: Semifinalista; QF: Quarts de final; Q: Qualificació; A: Absent; RR: Round Robin |    |    |             |             |             |             |    |    |    |    |          |          |

### Dobles mixts
| Open d'Austràlia | A  | 2R | 2R | A  | 1R | A  | 2R | 2R | 0 / 5 | 4 – 5 |
| Roland Garros | A  | QF | 1R | NC | SF | 2R | 1R |    | 0 / 5 | 5 – 5 |
| Wimbledon | 1R | QF | 2R | NC | 2R | 1R |    |    | 0 / 5 | 4 – 5 |
| US Open | A  | 1R | QF | NC | QF | 1R | QF |    | 0 / 5 | 5 – 5 |
| Llegenda: G: Guanyadora; F: Finalista; SF: Semifinalista; QF: Quarts de final; Q: Qualificació; A: Absent; RR: Round Robin; |    |    |    |    |    |    |    |    |       |       |